# 議院警察権
議院警察権（ぎいんけいさつけん）とは、国会法第114条により、各議院の紀律を保持するために、各議院の議長に付与される警察権の呼称として広く使用されている語である。議長警察権、議長の内部警察権、院内警察権などの表現がなされることもあるが、その指し示す内容は同一のものである。

## 概説
議院警察権は国会法及び議院規則に従い各議院の紀律を保持するため行使する議長の権能である（国会法第114条）。この権能は各議院の自律権に由来するもので、その性質は警察作用であり、必要であれば実力を用いて強制しうるとされる。
したがって、議院内部においては一般警察権は排除されることとなる。ただし、議院警察権の性質は保安警察作用に属するため、保健衛生や建築基準などこれと競合しない狭義の行政警察作用は当然に議院内部に及ぶとされる。例えば保健所の検査などは可能とされる。
諸外国においても、憲法あるいは議院規則などに議長に警察権を付与する規定がおかれている例は多いとされる。
なお、議院警察権は法の明文がない限り認めるべきではないとされ、日本の地方公共団体の議会の議長には議院警察権はなく一般警察権によるほかはない。

## 内容
議長は、衛視及び警察官を指揮して議院内部の警察権を行う（衆議院規則第208条、参議院規則第217条）。この場合に必要となる警察官は、国会法の規定によれば各議院の議長の要求により内閣がこれを派出することとなっている（国会法第115条）。ただし、現行の警察法は都道府県警察の制度をとり実際には内閣ではなく東京都公安委員会管轄のもとで警視庁により行われており、この国会法の規定は警察法との整合性を欠いているとの指摘がある。
閉会中にも警察官の派出を求めうるが、先例によれば実際には会期中にのみ派出されている（昭和53年衆議院先例集444、昭和53年参議院先例録423）。
衛視は、議院内部の警察を行い、警察官は議事堂外の警察を行う、但し、議長において特に必要と認めるときは、警察官をして国会議事堂内の警察を行わせることができる（衆議院規則第209条、参議院規則第218条）。

### 衛視執行
衛視執行とは、国会の衆議院議長・参議院議長がそれぞれ有する議院警察権を執行し、院内の秩序を回復するために、衛視に強制執行を命じる議長からの命令、あるいはその命令に従っての衛視の職務執行のこと。
議場や委員会室での議員間の対立から生じる混乱、傍聴席からの議事妨害などの混乱に際して、事態を打開し、院内の紀律を回復するために命令が発せられる。
許可なく登壇した議員、発言を中止されてもこれに従わない議員に対して、演壇から降りることを命じる降壇命令に従わない議員に対しても、衛視執行命令が発せられることがある。
国会における衛視執行には、次のような代表例がある。
- 1951年3月29日 - 衆議院本会議において、懲罰事犯となった日本共産党の川上貫一が弁明のため発言機会を求めたが、議院運営委員会の決定に基づいて岩本信行副議長がこれを認めず、なおも発言機会を求めて川上が議場退場を拒否したため、執行[5]
- 1960年5月19日と5月20日 - 衆議院本会議における会期延期と新日米安全保障条約、及び新日米地位協定の審議で野党議員と、国会議事堂外の安保闘争デモ隊に対する執行（この時は警視庁機動隊も動員された）
- 1965年12月8日 - 参議院本会議において、 日本社会党の矢山有作が演説終了時間を過ぎても演説を止めず、降壇命令にも従わなかったため、重宗雄三議長が執行[6]
- 1975年7月4日 - 参議院本会議において、議事再開前に降壇命令に従わなかった野党議員に対して、河野謙三議長が執行[7]。また日本共産党の内藤功が演説終了時間を過ぎても演説を止めず、降壇命令にも従わなかったため、前田佳都男副議長が執行[8]
- 1992年6月13日 - PKO国会の衆議院本会議における議院運営委員長中西啓介解任決議案の審議で、社会民主連合の菅直人が演説終了時間を過ぎても演説を止めず、降壇命令にも従わなかったため、村山喜一副議長が執行[9]
- 1997年4月17日 - 参議院本会議における駐留軍用地特措法の審議で、傍聴席から議事妨害を行った傍聴人に対して、斎藤十朗議長が執行[10]
- 2024年10月1日 - 衆議院本会議における内閣総理大臣指名選挙で、れいわ新選組の大石晃子が横断幕を掲げて投票を妨害し降壇命令にも従わなかったため、額賀福志郎議長が執行[11][12]

など

### 院内の現行犯
議院内部において、現行犯人があるときは、衛視又は警察官は、これを拘束し、議長に報告してその命令を待つ（衆議院規則第210条、参議院規則第219条）。前述の場合など、議員以外の者が議院内部において秩序をみだしたときや、傍聴人が議場の妨害をするときは、議長は、これを院外に退去させ、必要な場合は、これを警察官庁に引渡すことができる（国会法第118条、国会法第118条の2）。ただし、議場においては、議長の命令を待たないで、拘束することができないこととなっている（衆議院規則第210条、参議院規則第219条）。これは国会議員の不逮捕特権（日本国憲法第50条）との関係から規定されているものである。
日本国憲法上、両議院の議員は、法律の定める場合を除いて、国会の会期中逮捕されない（日本国憲法第50条）。この「法律で定める場合」について国会法は「各議院の議員は、院外における現行犯罪の場合を除いては、会期中その院の許諾がなければ逮捕されない」としている（国会法第33条）。したがって、この規定から国会議員については院外の現行犯については不逮捕特権が排除される一方、院内における現行犯には理論的には不逮捕特権があることになるが、院内においては議長の議院警察権が及ぶことから議長においてその対応処置をとるべきことを定めた規定である。各議院議長は、議場内における現行犯逮捕の命令（衆議院議長）あるいは現行犯人拘束の命令（参議院議長）を下す事ができる。院内においては、議長が命じない限りは現行犯であっても拘束できないとされる。なお、院内の事件については逮捕許諾請求を待つまでもなく、その院において処置を決することができるものと解されている。

## 限界
対人的限界
院内にある者であれば議員であるか否かを問わず何人に対しても及ぶ。
場所的限界
議院警察権は議事堂及びこれに付属する建物の内部において行使される。議院警察権の範囲について、衆議院先例集では議員会館や議員宿舎を除外するとし、また、参議院先例録では議事堂の囲障内としている。
時間的限界
国会法では会期中はもちろん閉会中も及ぶとしている（国会法第114条）。国会法は当初会期中に限るとしていたが、1955年（昭和30年）の国会法改正によって閉会中についても会期中と同じ扱いとなった。